# Patrick Paillot
Pour les articles homonymes, voir Paillot.
Patrick Paillot est un footballeur français né le 13 novembre 1957 à Lyon. Il évoluait au poste de défenseur. Il s'est ensuite reconverti comme entraîneur.
Il remporte le Tournoi de Toulon en 1977.
Un de ses trois fils, Sandy, est footballeur professionnel.

## Carrière

### Joueur
- 1976-1980 :  Olympique lyonnais (D1)
- 1980-1984 :  FC Villefranche (D2)
- 1984-1988 :  FC Montceau Bourgogne (D2)

### Entraîneur
- 1988-1995 :  AS Ecully
- 1995-1996 :  Olympique lyonnais (14 ans)
- Octobre 1995-2000 :  Olympique lyonnais (adjoint équipe pro, responsable éveil initiation)
- 2000-2002 :  Olympique lyonnais (15 ans et pré-formation)
- 2002-2012 :  Olympique lyonnais (18 ans)
- 2013-2014 :  FC Villefranche Beaujolais (CFA)
- 2020- :  Domtac FC (conseiller)

## Source
- Col., Football 79, Les Cahiers de l'Équipe, 1978, cf. page 108.